# Team Picnic PostNL
Il Team Picnic PostNL, noto in precedenza come Skil-Shimano, Argos, Giant, Sunweb, DSM e DSM-Firmenich PostNL, è una squadra maschile olandese di ciclismo su strada con licenza UCI World Tour.
Nata nel 2005 come formazione Professional Continental, la squadra ha base a Deventer ed è diretta da Iwan Spekenbrink e Rudi Kemna. Dal 2013 ha licenza World Tour e dal 2015 al 2021, nonostante la sede olandese, è stata affiliata alla Federazione tedesca. Dopo tre anni di patrocinio Giant, dal 2016 al 2021 ha avuto come sponsor principale il sito di servizi vacanze Sunweb. Dal 2021 lo sponsor principale è la multinazionale olandese DSM, e dalla medesima data il team è affiliato alla federazione olandese.
Il team ha ottenuto i principali successi dal 2012 in poi, principalmente con i velocisti tedeschi Marcel Kittel e John Degenkolb, e del passista-cronoman olandese Tom Dumoulin: il primo ha vinto otto tappe al Tour de France e due al Giro d'Italia, mentre il secondo si è aggiudicato una tappa al Giro d'Italia e nove alla Vuelta a España, oltre a diverse classiche tra cui, nel 2015, la Milano-Sanremo e la Parigi-Roubaix; Dumoulin ha invece ottenuto la vittoria nella classifica finale del Giro d'Italia 2017, il secondo posto al Giro d'Italia 2018 e al Tour de France 2018 e successi di tappa nei tre Grandi Giri.

## Storia

### 2005-2007: i primi anni
La squadra venne fondata nel 2005 con il nome Shimano-MemoryCorp, come continuazione e fusione del sodalizio giapponese Shimano Racing e di quello olandese Bankgiroloterij. Lo sponsor era Shimano, nota azienda giapponese di articoli per bicicletta; la formazione ottenne lo status di team Professional Continental. La prima stagione fu caratterizzata dalle vittorie del tedesco Stefan Schumacher allo Ster Elektrotoer, al Giro della Bassa Sassonia ed al Rheinland-Pfalz-Rundfahrt, che gli permisero di concludere al quinto posto la prima edizione dell'Europe Tour. Hidenori Nodera vinse inoltre il titolo giapponese in linea.
A partire dal 2006 Rudi Kemna, appena ritiratosi dall'attività dopo la stagione tra le file della Shimano-MemoryCorp, diventò direttore sportivo della squadra. Il sodalizio olandese cambiò peraltro nome in Skil-Shimano: lo sponsor principale diventava Skil, marchio di elettroutensili del gruppo Robert Bosch; peraltro come divisa venne adottata una maglia simile a quella della Skil di Jean de Gribaldy, attiva nelle stagioni 1984 e 1985. Schumacher passò alla Gerolsteiner: i migliori risultati arrivarono così con Maarten Tjallingii, vincitore delle classifiche finali del Tour of Qinghai Lake in Cina e del Giro del Belgio. Paul Martens fece suo il Münsterland Giro, Aart Vierhouten il Profronde van Friesland e Sebastian Langeveld il Grand Prix Pino Cerami, oltre al secondo posto in linea ai campionati olandesi. La squadra partecipò anche a diverse gare del circuito ProTour: i migliori risultati furono l'undicesimo posto di Tjallingii all'Eneco Tour e il quattordicesimo di Vierhouten alla Parigi-Roubaix.

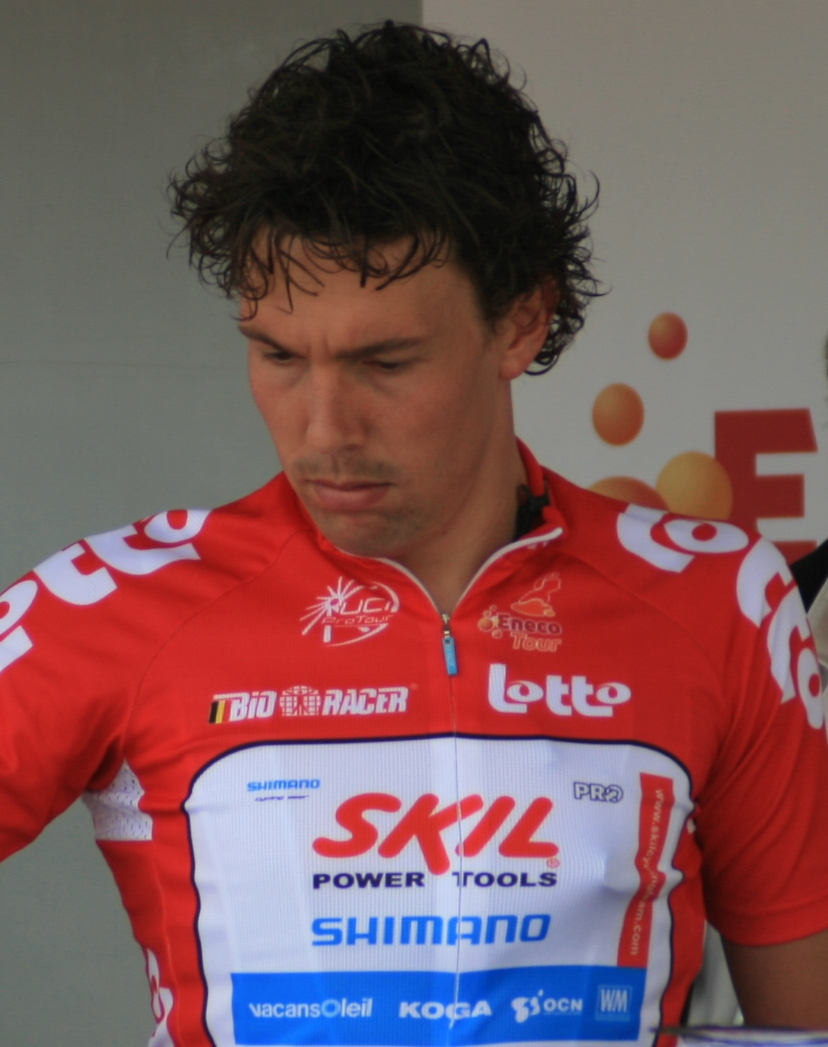
Kenny van Hummel all'Eneco Tour 2008

Durante il 2007 i corridori della Skil-Shimano vinsero solo tre gare dell'Europe Tour: Kenny van Hummel il Ronde van Noord-Holland, Maarten den Bakker il Profronde van Friesland, Floris Goesinnen il Nationale Sluitingsprijs. Come nel 2006, la squadra partecipò ad alcune prove del ProTour 2007: le tre classiche del pavé (Giro delle Fiandre, Gand-Wevelgem, Parigi-Roubaix) e l'Amstel Gold Race in primavera, l'Eindhoven Team Time Trial, la Vattenfall Cyclassics, il Giro di Germania e l'Eneco Tour in estate, la Parigi-Tours nel finale di stagione. Il miglior risultato nelle classiche del pavé fu ottenuto da Maarten den Bakker, ventottesimo al Giro delle Fiandre. La squadra si classificò ventitreesima nella cronometro di Eindhoven, mentre Paul Martens chiuse nono all'Eneco Tour.

### 2008-2010: l'esordio al Tour de France
Nel 2008 il team ottenne vittorie solo in corse minori dei calendari continentali: Robert Wagner vinse il Ronde van Noord-Holland, Tom Veelers una tappa del Tour of Qinghai Lake, Sebastian Siedler una frazione del Tour de Picardie, mentre Hidenori Nodera ripeté il successo in linea di tre anni prima ai campionati giapponesi. Come nelle stagioni precedenti, la squadra venne invitata ad alcune prove storiche e/o del ProTour, come la 2008 (in cui vinse la classifica scalatori con Clément Lhotellerie), tutte le classiche del pavé e delle Ardenne, l'Eneco Tour, il Deutschland Tour e la Vattenfall Cyclassics.

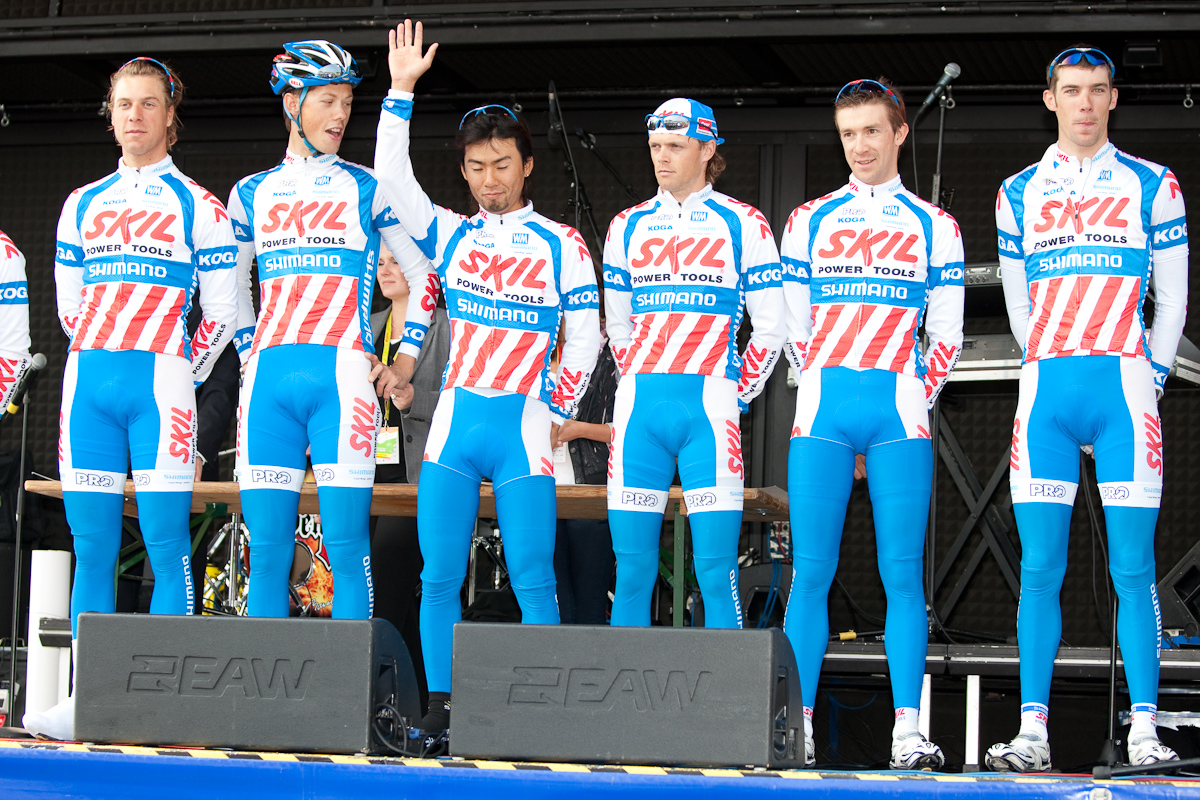
La Skil-Shimano alla presentazione dell'Eschborn-Frankfurt City Loop 2009

Nel 2009 vennero messi sotto contratto, tra gli altri, Jonathan Hivert e Cyril Lemoine dalla dismessa Crédit Agricole, Simon Geschke dalla Milram e Koen de Kort dall'Astana. Grazie alle buone prestazioni durante la Parigi-Nizza del 2008 e del 2009, la squadra ricevette una wildcard per partecipare al Tour de France 2009, facendo così la sua prima apparizione in un cosiddetto Grande Giro. In quell'edizione della Grande Boucle i risultati principali giunsero con Cyril Lemoine, terzo allo sprint nella terza tappa, e con Thierry Hupond e Fumiyuki Beppu, combattivi di giornata rispettivamente nella decima e nella ventunesima frazione di corsa. Nella stagione 2009 si mise inoltre in evidenza il velocista Kenny van Hummel, autore di cinque vittorie, tra cui quelle alla Veenendaal-Veenendaal e nella prima tappa della Quatre Jours de Dunkerque, e secondo classificato nella graduatoria individuale dell'Europe Tour.
In vista della stagione 2010 arrivarono in rosa, tra gli altri, il belga Dominque Cornu (dalla Quick Step) e il francese Yann Huguet (dall'Agritubel). La squadra, pur non ricevendo wildcard per nessuno dei tre Grandi Giri, venne comunque invitata a partecipare a tutte le classiche del Nord, eccetto la Liegi-Bastogne-Liegi. I successi arrivarono però solo in gare dei calendari continentali: Kenny van Hummel vinse sei corse, tra cui quattro tappe al Tour of Hainan e una al Giro del Belgio, mentre Robert Wagner si aggiudicò quattro gare, tra cui una frazione alla Tre Giorni delle Fiandre Occidentali e una al Giro di Baviera.

### 2011-2012: le prime vittorie di Kittel
Per il 2011 vennero messi sotto contratto Roger Kluge e Johannes Fröhlinger dalla dismessa Milram, e il giovane velocista Marcel Kittel dalla Thüringer Energie. Proprio il neoprofessionista Kittel fu grande protagonista, ottenendo ben diciassette vittorie stagionali: spiccano nel bottino le quattro affermazioni di tappa al Tour de Pologne, le prime per il team in un evento del World Tour (ex ProTour), e soprattutto il successo nella frazione di Talavera de la Reina alla Vuelta a España, che diede alla Skil-Shimano il primo alloro in un Grande Giro. Lo sprinter tedesco si aggiudicò inoltre una tappa al Tour de Langkawi, quattro alla Quatre Jours de Dunkerque, la ProRace Berlin, una tappa e la vittoria finale al Delta Tour Zeeland, il Kampioenschap van Vlaanderen, il Münsterland Giro e due tappe al Sun Tour, chiudendo quarto nella graduatoria individuale dell'Europe Tour 2011; la Skil-Shimano fu invece seconda nella classifica a squadre.

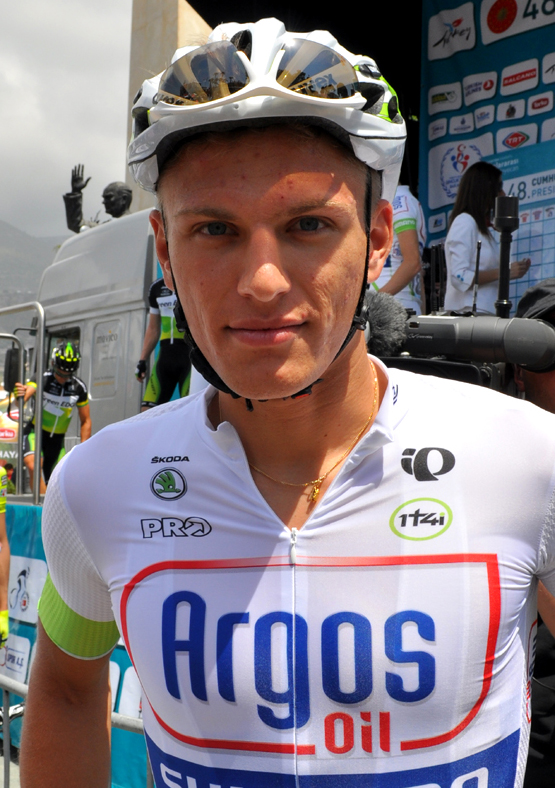
Marcel Kittel al Presidential Cycling Tour of Turkey 2012

Nonostante i successi del team, nel settembre del 2011 la Skil annunciò la conclusione del legame di sponsorizzazione con la formazione diretta da Spekenbrink. In attesa di un nuovo sponsor, il cui nome (Argos) sarebbe stato annunciato nel marzo del 2012, la squadra assunse, per i primi mesi del 2012, la denominazione di Project 1T4I. Il significato del nome era legato alle linee guida per lo sviluppo del progetto: in inglese Team spirit, Inspiration, Integrity, Improvement, Innovation. Per la nuova stagione vennero messi sotto contratto diversi giovani: tra essi Tom Dumoulin dalla Rabobank Continental, John Degenkolb e Patrick Gretsch dalla dismessa HTC-Highroad, Dominic Klemme e Tom Stamsnijder dal Team Leopard-Trek. Proprio per l'arrivo della compagnia petrolifera olandese Argos quale primo sponsor, la squadra cambiò nome in Argos-Shimano. Con la nuova denominazione la formazione fece il suo debutto al Giro delle Fiandre, il 1º aprile 2012.
Nel 2012 la squadra partecipò nuovamente al Tour de France, ottenendo una delle wild-card, e alla Vuelta a España. Marcel Kittel partecipò al Tour de France ma dovette ritirarsi già nella quinta tappa; durante la stagione ottenne comunque tredici successi, perlopiù in gare di secondo piano: vinse tra le altre due tappe al Tour of Oman, una tappa alla Driedaagse De Panne, lo Scheldeprijs e due frazioni all'Eneco Tour, gara del calendario World Tour. Nel corso della stagione si mise in evidenza anche il neoarrivato John Degenkolb, capace di cogliere dodici successi: due tappe alla Quatre Jours de Dunkerque, due tappe e la classifica finale del Tour de Picardie, una frazione al Tour de Pologne, il Grand Prix d'Isbergues e, soprattutto, ben cinque tappe alla Vuelta a España, sempre in volata. I successi e i piazzamenti ottenuti consentirono a Degenkolb e Kittel di concludere rispettivamente primo e secondo nella classifica individuale dell'Europe Tour 2012; l'Argos-Shimano fu invece seconda nella graduatoria per squadre.

### 2013-2014: i trionfi con Kittel e Degenkolb
Nel 2013, sempre con la denominazione Argos-Shimano, la formazione di Spekenbrink e Kemna acquisì una delle diciotto (poi diciannove) licenze World Tour. Vennero messi sotto contratto alcuni giovani come Warren Barguil (stagista negli ultimi mesi del 2012 e già vincitore del Tour de l'Avenir), Nikias Arndt (dalla LKT-Team Brandenburg), Reinardt Janse van Rensburg (dalla MTN-Qhubeka) e Luka Mezgec (dalla Sava); Kittel e Degenkolb rimasero comunque i capitani. Durante l'anno la squadra poté fare il suo debutto di diritto al Giro d'Italia, ottenendo un successo con Degenkolb nella tappa di Matera. Lo stesso Degenkolb colse altre cinque vittorie stagionali, tra cui quelle nella Vattenfall Cyclassics di Amburgo, nella Parigi-Bourges e nella Parigi-Tours, sempre allo sprint. L'exploit principale del 2013 per l'Argos-Shimano giunse però da Marcel Kittel, capace di vincere quattro tappe in volata al Tour de France, tra cui la prima in Corsica e l'ultima sugli Champs-Élysées a Parigi. Kittel fece sue in tutto sedici corse nel 2013: spiccano una tappa alla Parigi-Nizza, il secondo Scheldeprijs, due tappe e la classifica finale al Tour de Picardie, la ProRace Berlin. In evidenza si mise anche il giovane scalatore francese Warren Barguil, vincitore in quattro giorni di due frazioni alla Vuelta a España.

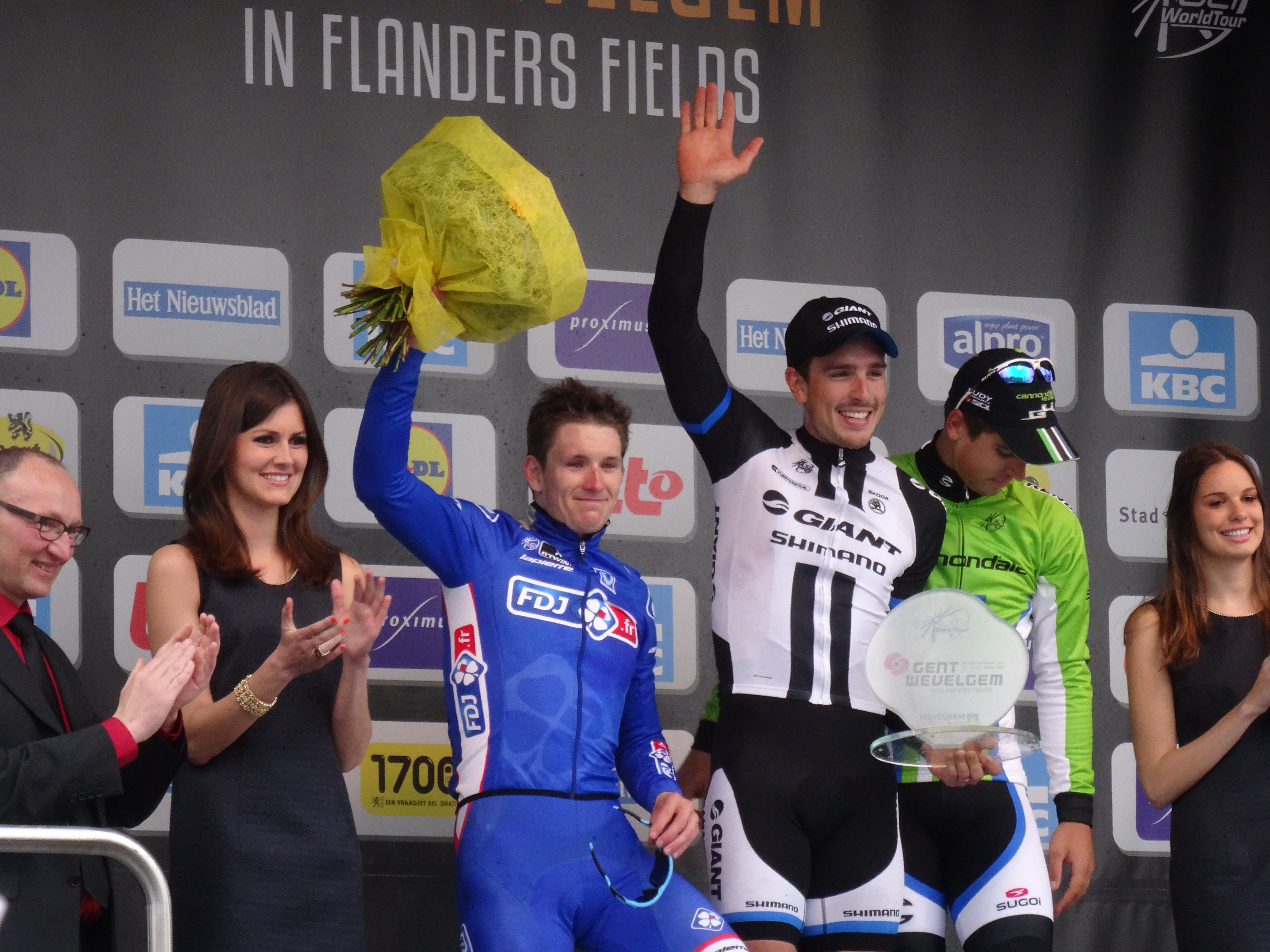
John Degenkolb (al centro) festeggia la vittoria alla Gand-Wevelgem 2014

Per il 2014 subentrò come sponsor principale l'azienda taiwanese produttrice di telai Giant, cui rimase affiancata come secondo sponsor Shimano. Unico rinforzo di rilievo per il nuovo Team Giant-Shimano, sempre licenziato World Tour, fu Dries Devenyns dall'Omega Pharma-Quickstep. In una stagione ricca di vittorie (quarantuno) furono sempre Kittel e Degenkolb gli atleti più rappresentativi e vincenti. Kittel si aggiudicò in volata il suo terzo Scheldeprijs, due tappe al Giro d'Italia, quattro al Tour de France (come già nel 2013, e comprese la prima nel Regno Unito e l'ultima sugli Champs-Élysées) e due al Tour of Britain, per un totale di tredici trionfi. Degenkolb dal canto suo prevalse nella terza tappa della Parigi-Nizza, nella prestigiosa Gand-Wevelgem, in quattro tappe della Vuelta a España (con annessa classifica a punti) – portando a nove il bottino di successi nella gara spagnola – e, come l'anno prima, nella Parigi-Bourges: dieci furono le sue vittorie nel 2014. Altri successi di rilievo arrivarono dal terzo velocista di punta, Luka Mezgec, capace di imporsi in tre frazioni della Volta Ciclista a Catalunya, nella tappa conclusiva del Giro d'Italia a Trieste e nella tappa di apertura del Tour of Beijing, nonché da Nikias Arndt e da Tom Dumoulin, vincitori di una tappa rispettivamente al Critérium du Dauphiné e all'Eneco Tour (entrambe gare World Tour).

## Cronistoria

### Annuario
| Anno | Codice  | Nome                                                            | Cat. | Biciclette  | Dirigenza |
| ---- | ------- | --------------------------------------------------------------- | ---- | ----------- | --- |
| 2005 | SHI     | Shimano-Memory Corp                                             | PCT  | Colnago     | Manager: Aren Scheppink Dir. sportivi: Akira Bandou, Piet Hoekstra |
| 2006 | SKS     | Skil-Shimano                                                    | PCT  | Koga Miyata | Manager: Aren Scheppink, Iwan Spekenbrink Dir. sportivi: Akira Bandou, Piet Hoekstra, Rudi Kemna, Hisafumi Imanishi |
| 2007 | SKS     | Skil-Shimano                                                    | PCT  | Koga Miyata | Manager: Aren Scheppink, Iwan Spekenbrink Dir. sportivi: Akira Bandou, Piet Hoekstra, Rudi Kemna, Hisafumi Imanishi |
| 2008 | SKS     | Skil-Shimano                                                    | PCT  | Koga Miyata | Manager: Iwan Spekenbrink, Marloes Poelman Dir. sportivi: Akira Bandou, Piet Hoekstra, Rudi Kemna, Hisafumi Imanishi |
| 2009 | SKS     | Skil-Shimano                                                    | PCT  | Koga        | Manager: Iwan Spekenbrink Dir. sportivi: Marloes Poelman, Piet Hoekstra, Rudi Kemna, Merijn Zeeman |
| 2010 | SKS     | Skil-Shimano                                                    | PCT  | Koga        | Manager: Iwan Spekenbrink Dir. sportivi: Marloes Poelman, Piet Hoekstra, Rudi Kemna, Merijn Zeeman |
| 2011 | SKS     | Skil-Shimano                                                    | PCT  | Koga        | Manager: Iwan Spekenbrink Dir. sportivi: Marloes Poelman, Piet Hoekstra, Rudi Kemna, Merijn Zeeman |
| 2012 | PRO ARG | Project 1T4I (fino al 31 marzo) Argos-Shimano (dal 1º aprile)   | PCT  | Koga        | Manager: Marloes Poelman Dir. sportivi: Rudi Kemna, Addy Engels, Christian Guiberteau, Marc Reef, Kévin Pfeifer, Merijn Zeeman |
| 2013 | ARG     | Team Argos-Shimano                                              | WT   | Felt        | Manager: Iwan Spekenbrink, Marloes Poelman Dir. sportivi: Rudi Kemna, Addy Engels, Christian Guiberteau, Marc Reef, Aike Visbeek |
| 2014 | GIA     | Team Giant-Shimano                                              | WT   | Giant       | Manager: Iwan Spekenbrink Dir. sportivi: Rudi Kemna, Addy Engels, Christian Guiberteau, Marc Reef, Aike Visbeek |
| 2015 | TGA     | Team Giant-Alpecin                                              | WT   | Giant       | Manager: Iwan Spekenbrink Dir. sportivi: Rudi Kemna, Addy Engels, Bart van Gog, Christian Guiberteau, Adriaan Helmantel, Jens Lang, Mattias Reck, Marc Reef, Michal Szyzykowski |
| 2016 | TGA     | Team Giant-Alpecin                                              | WT   | Giant       | Manager: Iwan Spekenbrink Dir. sportivi: Rudi Kemna, Morten Bennekou, Adriaan Helmantel, Mattias Reck, Marc Reef, Luke Roberts |
| 2017 | SUN     | Team Sunweb                                                     | WT   | Giant       | Manager: Iwan Spekenbrink Dir. sportivi: Rudi Kemna, Morten Bennekou, Sebastian Deckert, Adriaan Helmantel, Marc Reef, Luke Roberts, Tom Veelers, Hendrik Werner |
| 2018 | SUN     | Team Sunweb                                                     | WT   | Giant       | Manager: Iwan Spekenbrink Dir. sportivi: Rudi Kemna, Morten Bennekou, Sebastian Deckert, Arthur van Dongen, Koen de Haan, Adriaan Helmantel, Marc Reef, Luke Roberts, Herman Snoeijink, Hans Timmermans, Tom Veelers, Aike Visbeek, Hendrik Werner                                 |
| 2019 | SUN     | Team Sunweb                                                     | WT   | Cervélo     | Manager: Iwan Spekenbrink Dir. sportivi: Rudi Kemna, Sebastian Deckert, Arthur van Dongen, Michiel Elijzen, Koen de Haan, Jelle de Jong, Marc Reef, Luke Roberts, Brian Stephens, Hans Timmermans, Aike Visbeek, Matthew Winston                                                   |
| 2020 | SUN     | Team Sunweb                                                     | WT   | Cervélo     | Manager: Iwan Spekenbrink Dir. sportivi: Rudi Kemna, Roy Curvers, Sebastian Deckert, Michiel Elijzen, Gerben Heidstra, Marc Reef, Arjan Ribbers, Luke Roberts, Brian Stephens, Albert Timmer, Hans Timmermans, Ben Widdershoven, Matthew Winston                                   |
| 2021 | DSM     | Team DSM                                                        | WT   | Scott       | Manager: Iwan Spekenbrink Dir. sportivi: Rudi Kemna, Roy Curvers, Sebastian Deckert, Michiel Elijzen, Gerben Heidstra, Marc Reef, Luke Roberts, Albert Timmer, Hans Timmermans, Philip West, Ben Widdershoven, Matthew Winston                                                     |
| 2022 | DSM     | Team DSM                                                        | WT   | Scott       | Manager: Iwan Spekenbrink Dir. sportivi: Rudi Kemna, Wilbert Broekhuizen, Roy Curvers, Gerben Heidstra, Darius Kapidura, Bennie Lambregts, Luke Roberts, Marcel Sieberg, Albert Timmer, Hans Timmermans, Philip West, Ben Widdershoven, Matthew Winston                            |
| 2023 | DSM     | Team DSM (fino al 29 giugno) Team DSM-Firmenich (dal 30 giugno) | WT   | Scott       | Manager: Iwan Spekenbrink Dir. sportivi: Rudi Kemna, Roy Curvers, Kelvin Dekker, Callum Ferguson, Christian Guibertau, Gerben Heidstra, Darius Kapidura, Bennie Lambregts, Pim Ligthart, Luke Roberts, Albert Timmer, Hans Timmermans, Joey Van Rhee, Philip West, Matthew Winston |
| 2024 | DFP     | Team DSM-Firmenich PostNL                                       | WT   | Scott       | Manager: Iwan Spekenbrink Dir. sportivi: Rudi Kemna, Roy Curvers, Kelvin Dekker, Callum Ferguson, Christian Guibertau, Darius Kapidura, Bennie Lambregts, Pim Ligthart, Luke Roberts, Albert Timmer, Hans Timmermans, Joey Van Rhee, Philip West, Matthew Winston                  |
| 2025 | TPP     | Team Picnic PostNL                                              | WT   | Lapierre    | Manager: Iwan Spekenbrink Dir. sportivi: Rudi Kemna, Roy Curvers, Christian Guibertau, Darius Kapidura, Bennie Lambregts, Pim Ligthart, Luke Roberts, Albert Timmer, Hans Timmermans, Joey Van Rhee, Philip West, Ben Widdershoven, Matthew Winston                                |

### Classifiche UCI
| Anno | Classifica | Pos. | Migliore cl. individuale |
| ---- | ---------- | ---- | ------------------------ |
| 2005 | Asia T.    | 12º  | Hidenori Nodera (12º)    |
| 2005 | Europe T.  | 44º  | Stefan Schumacher (5º)   |
| 2006 | Asia T.    | 2º   | Maarten Tjallingii (5º)  |
| 2006 | Europe T.  | 16º  | Aart Vierhouten (28º)    |
| 2007 | Asia T.    | 6º   | Hidenori Nodera (12º)    |
| 2007 | Europe T.  | 13º  | Paul Martens (40º)       |
| 2008 | Asia T.    | 3º   | Hidenori Nodera (16º)    |
| 2008 | Europe T.  | 34º  | Robert Wagner (53º)      |
| 2009 | Asia T.    | 18º  | Tom Veelers (54º)        |
| 2009 | Europe T.  | 6º   | Kenny van Hummel (2º)    |
| 2009 | World Cal. | 26º  | Jonathan Hivert (118º)   |
| 2010 | Europe T.  | 10º  | Kenny van Hummel (16º)   |
| 2010 | World Cal. | 31º  | Dominique Cornu (160º)   |
| 2011 | America T. | 36º  | Kenny van Hummel (318º)  |
| 2011 | Asia T.    | 11º  | Kenny van Hummel (19º)   |
| 2011 | Europe T.  | 2º   | Marcel Kittel (4º)       |
| 2012 | America T. | 29º  | Roger Kluge (186º)       |
| 2012 | Asia T.    | 18º  | Tom Veelers (34º)        |
| 2012 | Europe T.  | 2º   | John Degenkolb (1º)      |
| 2012 | Oceania T. | 8º   | Marcel Kittel (13º)      |
| 2013 | World Tour | 16º  | John Degenkolb (41º)     |
| 2014 | World Tour | 8º   | John Degenkolb (13º)     |
| 2015 | World Tour | 10º  | John Degenkolb (12º)     |
| 2016 | World Tour | 16º  | Tom Dumoulin (27º)       |
| 2017 | World Tour | 4º   | Tom Dumoulin (3º)        |
| 2018 | World Tour | 9º   | Michael Matthews (7º)    |
| 2019 | World Tour | 15º  | Michael Matthews (33º)   |
| 2020 | World Tour | 5º   | Marc Hirschi (10º)       |
| 2021 | World Tour | 21º  | Romain Bardet (54º)      |
| 2022 | World Tour | 20º  | Thymen Arensman (33º)    |
| 2023 | World Tour | 18º  | Romain Bardet (50º)      |
| 2024 | World Tour | 16º  | Romain Bardet (33º)      |

## Divise
| Skil-Shimano (2006-2010) | Giant-Shimano (2014) | Giant-Alpecin (2015-2016) | Sunweb (2017-2018) | Sunweb (2019-2020) | DSM (2021-2023) |

## Palmarès
Aggiornato al 5 luglio 2025.

### Grandi Giri
- Giro d'Italia

Partecipazioni: 13 (2013, 2014, 2015, 2016, 2017, 2018, 2019, 2020, 2021, 2022, 2023, 2024, 2025)
Vittorie di tappa: 14
2013: 1 (John Degenkolb)
2014: 3 (2 Marcel Kittel, Luka Mezgec)
2016: 2 (Tom Dumoulin, Nikias Arndt)
2017: 2 (2 Tom Dumoulin)
2018: 1 (Tom Dumoulin)
2019: 1 (Chad Haga)
2020: 1 (Jai Hindley)
2022: 1 (Alberto Dainese)
2023: 1 (Alberto Dainese)
2025: 1 (Casper van Uden)
Vittorie finali: 1
2017: Tom Dumoulin
Altre classifiche: 0
- Tour de France

Partecipazioni: 15 (2009, 2012, 2013, 2014, 2015, 2016, 2017, 2018, 2019, 2020, 2021, 2022, 2023, 2024, 2025)
Vittorie di tappa: 20
2013: 4 (4 Marcel Kittel)
2014: 4 (4 Marcel Kittel)
2015: 1 (Simon Geschke)
2016: 2 (2 Tom Dumoulin)
2017: 4 (2 Warren Barguil, 2 Michael Matthews)
2018: 1 (Tom Dumoulin)
2020: 3 (Marc Hirschi, 2 Søren Kragh Andersen)
2024: 1 (Romain Bardet)
Vittorie finali: 0
Altre classifiche: 4
2017: Punti (Michael Matthews), Scalatori (Warren Barguil), Combattività (Warren Barguil)
2020: Combattività (Marc Hirschi)
- Vuelta a España

Partecipazioni: 14 (2011, 2012, 2013, 2014, 2015, 2016, 2017, 2018, 2019, 2020, 2021, 2022, 2023, 2024)
Vittorie di tappa: 21
2011: 1 (Marcel Kittel)
2012: 5 (5 John Degenkolb)
2013: 2 (2 Warren Barguil)
2014: 4 (4 John Degenkolb)
2015: 3 (2 Tom Dumoulin, John Degenkolb)
2019: 1 (Nikias Arndt)
2021: 3 (2 Michael Storer, Romain Bardet)
2022: 1 (Thymen Arensman)
2023: 2 (cronosquadre, Alberto Dainese)
Vittorie finali: 0
Altre classifiche: 1
2014: Punti (John Degenkolb)
2021: Scalatori (Michael Storer)

### Classiche monumento
- Milano-Sanremo: 1

2015 (John Degenkolb)
- Parigi-Roubaix: 1

2015 (John Degenkolb)

### Campionati mondiali
- Cronometro a squadre: 1

2017 (Andersen, Dumoulin, Kämna, Kelderman, Matthews, Oomen)

### Campionati nazionali
- Campionati austriaci: 2

Cronometro: 2015, 2017 (Georg Preidler)
- Campionati giapponesi: 2

In linea: 2005, 2008 (Hidenori Nodera)
- Campionati lettoni: 1

In linea: 2024 (Emīls Liepiņš)
- Campionati olandesi: 4

In linea: 2017 (Ramon Sinkeldam)
Cronometro: 2014, 2016, 2017 (Tom Dumoulin)

## Organico 2025
Aggiornato al 1° agosto 2025.

### Staff tecnico
|  | Naz.                     | Ruolo | Sportivo            |  |  |  |
|  | ------------------------ | ----- | ------------------- |  |  |  |
|  | Paesi Bassi (bandiera)   | GM    | Iwan Spekenbrink    |  |  |  |
|  | Paesi Bassi (bandiera)   | DS    | Rudie Kemna         |  |  |  |
|  | Paesi Bassi (bandiera)   | DS    | Roy Curvers         |  |  |  |
|  | Francia (bandiera)       | DS    | Christian Guibertau |  |  |  |
|  | Polonia (bandiera)       | DS    | Darius Kapidura     |  |  |  |
|  | Paesi Bassi (bandiera)   | DS    | Bennie Lambregts    |  |  |  |
|  | Paesi Bassi (bandiera)   | DS    | Pim Ligthart        |  |  |  |
|  | Australia (bandiera)     | DS    | Luke Roberts        |  |  |  |
|  | Germania (bandiera)      | DS    | Marcel Sieberg      |  |  |  |
|  | Paesi Bassi (bandiera)   | DS    | Albert Timmer       |  |  |  |
|  | Paesi Bassi (bandiera)   | DS    | Hans Timmermans     |  |  |  |
|  | Paesi Bassi (bandiera)   | DS    | Joey Van Rhee       |  |  |  |
|  | Gran Bretagna (bandiera) | DS    | Philip West         |  |  |  |
|  | Paesi Bassi (bandiera)   | DS    | Ben Widdershoven    |  |  |  |
|  | Gran Bretagna (bandiera) | DS    | Matthew Winston     |  |  |  |

### Rosa
|  | Naz.                     |  | Sportivo                | Anno |  |  |
|  | ------------------------ |  | ----------------------- | ---- |  |  |
|  | Danimarca (bandiera)     |  | Tobias Lund Andresen    | 2002 |  |  |
|  | Francia (bandiera)       |  | Warren Barguil          | 1991 |  |  |
|  | Paesi Bassi (bandiera)   |  | Julius van den Berg     | 1996 |  |  |
|  | Rep. Ceca (bandiera)     |  | Pavel Bittner           | 2002 |  |  |
|  | Paesi Bassi (bandiera)   |  | Frank van den Broek     | 2000 |  |  |
|  | Francia (bandiera)       |  | Romain Combaud          | 1991 |  |  |
|  | Irlanda (bandiera)       |  | Dillon Corkery          | 1999 |  |  |
|  | Paesi Bassi (bandiera)   |  | Timo De Jong            | 1999 |  |  |
|  | Germania (bandiera)      |  | John Degenkolb          | 1989 |  |  |
|  | Australia (bandiera)     |  | Matthew Dinham          | 2000 |  |  |
|  | Belgio (bandiera)        |  | Robbe Dhondt            | 2004 |  |  |
|  | Australia (bandiera)     |  | Patrick Eddy            | 2002 |  |  |
|  | Australia (bandiera)     |  | Alexander Edmondson     | 1993 |  |  |
|  | Paesi Bassi (bandiera)   |  | Nils Eekhoff            | 1998 |  |  |
|  | Gran Bretagna (bandiera) |  | Sean Flynn              | 1993 |  |  |
|  | Australia (bandiera)     |  | Chris Hamilton          | 1995 |  |  |
|  | Paesi Bassi (bandiera)   |  | Fabio Jakobsen          | 1996 |  |  |
|  | Gran Bretagna (bandiera) |  | Bjoern Koerdt           | 2004 |  |  |
|  | Paesi Bassi (bandiera)   |  | Gijs Leemreize          | 1999 |  |  |
|  | Paesi Bassi (bandiera)   |  | Enzo Leijnse            | 2001 |  |  |
|  | Germania (bandiera)      |  | Niklas Märkl            | 1999 |  |  |
|  | Colombia (bandiera)      |  | Guillermo Juan Martinez | 2004 |  |  |
|  | Paesi Bassi (bandiera)   |  | Tim Naberman            | 1999 |  |  |
|  | Gran Bretagna (bandiera) |  | Oscar Onley             | 2002 |  |  |
|  | Gran Bretagna (bandiera) |  | Max Poole               | 2003 |  |  |
|  | Paesi Bassi (bandiera)   |  | Timo Roosen             | 1993 |  |  |
|  | Paesi Bassi (bandiera)   |  | Casper van Uden         | 2001 |  |  |
|  | Stati Uniti (bandiera)   |  | Kevin Vermaerke         | 2000 |  |  |
|  | Paesi Bassi (bandiera)   |  | Bram Welten             | 1997 |  |  |